# Espérance Sportive de Mostaganem
L'Espérance Sportive de Mostaganem (in arabo: الترجي الرياضي لمستغانم), meglio conosciuta come ES Mostaganem o più semplicemente come ESM, è una società calcistica algerina  della città di Mostaganem. Milita in Ligue 1, la massima serie del campionato algerino di calcio.
Fondata nel 1940, la squadra disputa le partite casalinghe allo stadio Mohamed Bensaïd (18 000 posti) e ha come colori sociali il bianco e verde.

## Organico

### Rosa
Aggiornata al 1º agosto 2024.
| N. |                    | Ruolo | Calciatore               |
| -- | ------------------ | ----- | ------------------------ |
| 1  | Algeria (bandiera) | P     | Abdesslam Hannane        |
| 3  | Algeria (bandiera) | D     | Abdelkader Tamimi        |
| 4  | Algeria (bandiera) | D     | Benali Benamar           |
| 5  | Algeria (bandiera) | D     | Yacine Zeghad            |
| 6  | Algeria (bandiera) | C     | Mustapha Zeghnoun        |
| 7  | Algeria (bandiera) | C     | Houcine Aoued            |
| 8  | Algeria (bandiera) | C     | Chakib Aoudjane          |
| 9  | Algeria (bandiera) | A     | Mohammed Fodil Belkhadem |
| 10 | Algeria (bandiera) | C     | Fouad Ghanem             |
| 11 | Algeria (bandiera) | A     | Chérif Siam              |
| 12 | Algeria (bandiera) | D     | Boualem Mesmoudi         |
| 13 | Algeria (bandiera) | C     | Aziz Benabdi             |
| 14 | Algeria (bandiera) | A     | Hani Gasmi               |
| 15 | Algeria (bandiera) | D     | Mohamed Amine Ezzemani   |

| N. |                    | Ruolo | Calciatore                |
| -- | ------------------ | ----- | ------------------------- |
| 16 | Algeria (bandiera) | P     | Mohamed Alaouchiche       |
| 17 | Algeria (bandiera) | A     | Ramdane Hitala            |
| 18 | Algeria (bandiera) | C     | Toufik Addadi             |
| 19 | Algeria (bandiera) | A     | Akram Abou Bakr Bibi      |
| 20 | Algeria (bandiera) | D     | Riadh Dahmani             |
| 21 | Algeria (bandiera) | D     | Khaled Chouari (capitano) |
| 23 | Algeria (bandiera) | A     | Yasser Belaribi           |
| 24 | Algeria (bandiera) | C     | Noureddine Hamri          |
| 27 | Algeria (bandiera) | D     | Abdellah Meddah           |
| 28 | Algeria (bandiera) | D     | Mohamed Beghdadi          |
| 40 | Algeria (bandiera) | P     | Mohammed Reyad Lezoul     |
|    | Algeria (bandiera) | A     | Ameur Bouguettaya         |
|    | Algeria (bandiera) | A     | Nizar Tamer               |

## Palmarès
- Campionato algerino di seconda divisione: 1

2023-2024
- Campionato algerino di terza divisione: 3

2007-2008, 2017-2018, 2021-2022